# Sheppard (EP)
Sheppard è il primo EP dell'omonimo gruppo musicale australiano, pubblicato il 17 agosto 2012.

## Tracce
1. Let Me Down Easy – 3:51
2. Hold My Tongue – 3:41
3. I'm Not a Whore – 4:30
4. Flying Away – 3:25
5. Pebble Road – 4:00